# Leonid I. Vainerman
Leonid Iosifovich Vainerman (ukrainien : Леонiд Йосипович Вайнерман ; russe : Леонид Иосифович Вайнерман ; variante d’orthographe : Leonid Iosifovich Vaynerman) né le 15 novembre 1946 à Kyiv, Ukraine, est un mathématicien franco-ukrainien, professeur émérite à l'université de Caen Normandie. Ses travaux de recherche portent sur l’analyse fonctionnelle, les équations différentielles ordinaires, la théorie des opérateurs, les groupes topologiques, les groupes de Lie et l’analyse harmonique abstraite. Dans les années 1970, il a co-développé une dualité des dualité de type Pontryagin pour les groupes topologiques non commutatifs, un ensemble de résultats qui prépara la théorie moderne des groupes quantiques.

## Biographie

### Diplômes et postes en Ukraine
Vainerman a étudié les mathématiques à l'université nationale Taras-Chevtchenko de Kiev et en est diplômé en 1969. Il soutient son doctorat (candidat des sciences en URSS) en 1974 à l’Institut de mathématiques de l’Académie nationale des sciences d’Ukraine sous la direction de Myroslav Horbachuk (Gorbachuk),,. Vainerman est professeur à l’université nationale Taras-Chevtchenko de Kiev, jusqu’en 1992. Il est ensuite professeur à l'université internationale Solomon de 1992 à 2002,.

### Séjours en France, Belgique et Allemagne
De 1992 à 1995, Vainerman est chercheur invité à l'université Pierre-et-Marie-Curie, où il collabore notamment avec Michel Enock et Richard Kerner.
En 1999, il occupe un poste de chercheur invité à la Katholieke Universiteit Leuven, en collaboration avec Stefaan Vaes.
De 1998 à 2002, il est chercheur invité à l’Institut Max-Planck de mathématiques à Bonn, Allemagne.
De 2000 à 2002, Vainerman est professeur invité à l’université de Strasbourg en France. Il y organise un colloque majeur réunissant physiciens théoriciens et mathématiciens, et collabore avec Dmitri Nikshych et Vladimir Turaev.

### Poste permanent à Caen
Vainerman rejoint l'université de Caen Normandie en tant que maître de conférences au laboratoire de mathématiques Nicolas Oresme, et devient professeur titulaire en 2005. Il dirige trois thèses de doctorat (Pierre Fima, Camille Mével et Frank Taipe),. Il est professeur émérite à l'université de Caen Normandie depuis 2015. À Caen, Vainerman collabore avec Dmitri Nikshych et Jean-Michel Vallin.

## Contributions scientifiques
Dans les années 1970, Vainerman collabore avec George I. Kac (Georgii Isaakovich Kac) sur des généralisations de la dualité de Pontryagin aux groupes non commutatifs et développe le concept désormais connu sous le nom d’algèbres de Kac,,, (à distinguer des algèbres de Kac–Moody).
Selon le mathématicien français Alain Connes, 

« The theory of Kac algebras and their duality, [was] elaborated independently by M. Enock and J. -M. Schwartz, and by G. I. Kac and L. I. Vainermann in the seventies. The subject has now reached a state of maturity »

 Deux équipes ont développé indépendamment une théorie générale de la dualité de Pontryagin applicable à tous les groupes localement compacts. Leurs résultats sont couverts dans l’ouvrage de Michel Enock et Jean-Marie Schwartz de 1992 consacré aux algèbres de Kac. Toujours selon Alain Connes, ces résultats forment « une théorie générale pour caractériser les groupes quantiques parmi les algèbres de Hopf, de manière similaire à la caractérisation des groupes de Lie parmi les groupes localement compacts. » Comme mentionné dans la postface du livre d’Enock et Schwartz par Adrian Ocneanu (de), les algèbres de Kac et leurs actions sur les algèbres de von Neumann apparaissent naturellement dans la théorie des sous-facteurs développée par Vaughan Jones,.
Dans ses travaux ultérieures, Vainerman apporte des résultats significatifs sur les C*-algèbres, les algèbres de Hopf et les groupes quantiques, ainsi que sur les hypergroupes quantiques et les groupoïdes quantiques,,,. Il est coauteur ou éditeur de plus de 70 publications mathématiques,.
En février 2002, Vainerman organise à l’université de Strasbourg une rencontre rassemblant physiciens théoriciens et mathématiciens spécialisés dans l’étude des groupes quantiques et groupoïdes quantiques appliqués aux théories quantiques au-delà du modèle standard. Il en assure l’édition des actes, publiés en 2003.